# Męczeństwo świętej Szuszanik

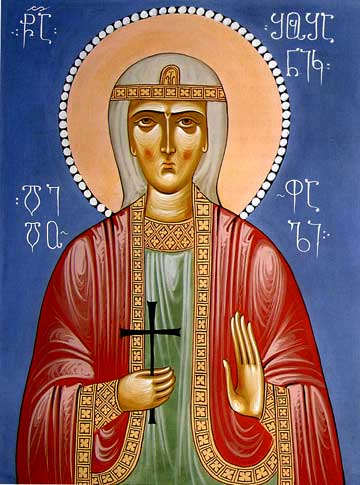
Ikona świętej Szuszanik

Męczeństwo świętej Szuszanik (oryg. gr. წამებაჲ წმიდისა შუშანიკისი დედოფლისაჲ) – pierwszy oryginalny utwór literatury gruzińskiej, napisany przez spowiednika świętej Szuszanik Jakuba Curtawelego.
Autor opowiada o życiu i śmierci kanonizowanej przez Gruziński Kościół Prawosławny Szuszanik, córki Wardana Mamikoniana, bohatera powstania Ormian w 451 roku przeciwko monarsze Iranu. Szuszanik wyszła za mąż za księcia Warskena, Gruzina, właściciela zamku Curtawi na granicy ormiańsko-gruzińskiej. Chcąc wkupić się w łaski dynastii perskiej, Warsken porzucił chrześcijaństwo i przyjął mazdaizm, zażądał również od żony, by uczyniła tak samo. Szuszanik odmówiła i przez siedem lat była więziona i torturowana przez męża, zanim zmarła w wyniku doznanych obrażeń.
Zdaniem D. M. Langa

Jakub Curtaweli nadał tej tragicznej i dramatycznej historii kształt bardzo sugestywny dzięki mistrzowskiemu opanowaniu sztuki narracji, żywej charakterystyce postaci i realistycznemu odtworzeniu szczegółów.

Postacie dumnej Szuszanik, Warskena oraz jego brata, bezskutecznie wstawiającego się za torturowaną kobietą, zostały nakreślone w sposób żywy i sugestywny. Curtaweli wprowadził do utworu również szereg postaci drugoplanowych, np. pełnego hipokryzji Persa żyjącego na dworze Warskena czy młodego diakona, który nie ma odwagi wesprzeć choćby słownie cierpiącej Szuszanik. Curtaweli zawarł w utworze również obraz życia codziennego mieszkańców doliny Mtkwari, ukazując zły klimat regionu, nędzę i choroby chłopów.